# San Sebastián de La Gomera Port
San Sebastián de La Gomera Port är en hamn i Spanien.   Den ligger i provinsen Provincia de Santa Cruz de Tenerife och regionen Kanarieöarna, i den sydvästra delen av landet, 1 800 km sydväst om huvudstaden Madrid. San Sebastián de La Gomera Port ligger 2 meter över havet.   Närmaste större samhälle är San Sebastián de la Gomera, 0,63 km nordväst om San Sebastián de La Gomera Port. 